# Нина Ананјашвили
Нина Ананјашвили (груз. ნინო ანანიაშვილი; јесте грузијска примабалерина. Најзначајније тренутке у каријери остварила је као примабалерина Бољшој театра.

## Биографија
Рођена је у Тбилисију 1963. године. Отац и два старија брата су јој геолози, а мајка филолог. Пошто је као дете била болешљива, уписују је на часове уметничког клизања, неколико година касније постаје јуниорска шампионка Грузије. Балетско образовање започиње 1969. године, и њен таленат одмах бива препознат, 1976. наставља усавршавање у Москви, на Кореографском институту, школски друг био јој је Андрис Лиепа, са којим ће кроз читаву своју каријеру остваривати велике успехе на свим светским позорницама. 1981. постаје чланица Бољшој театра, а неколико година касније и примабалерина. Прво гостовање са својом матичном кућом имала је управо у родном Тбилисију.

## Улоге, гостовања
Одиграла је готово све улоге класичног репертоара, као и неке модерне, највише домете достигла је као Одета (Лабудово језеро), Жизела (Жизела), Китри (Дон Кихот), Аурора (Успавана лепотица), Никиа (Бајадера), главни соло (Силфиде). Гостовала је у великом броју земаља, међу којима је и Србија.

## Приватни живот
Удата је за Грузијског бизнисмена и дипломату, и има двоје деце. У блиским је односима са председником Грузије Сакашвилијем, на чији позив се 2004. вратила у Грузију, и преузела руководством над Националним балетом.